# 白敏冬
白敏冬（1965年—），大连海事大学教授，担任国际臭氧学会会员、中国国家物理学会静电专业委员会理事，入选中华人民共和国教育部2008年度"长江学者"特聘教授。曾就读于鞍山钢铁学院机械制造专业。